# OKR
OKR son las siglas en inglés de Objectives and Key Results, que en español traduce como objetivos y resultados clave, estos son objetivos que se ponen las personas para lograr crecimiento y mejora en los diferentes ámbitos de la vida: personal, laboral, económico, profesional, etc. 
Los OKR se diferencian de herramientas de productividad como los TO DO's (lista de cosas por hacer) porque los segundos son acciones, mientras que los primeros son los resultados obtenidos por estas acciones.

## Historia
Los OKR fueron creados en la década del '70 en Intel por Andy Grove (CEO), quien tomó la idea de la "La Práctica de la Administración" (1954) de Peter Drucker y popularizados por el inversor en capitales de riesgo John Doerr, y se ha extendido su uso a empresas como Google, LinkedIn y Zynga, estos empezaron a usarse en la década de los 90, y hasta el día de hoy muchas empresas lo usan. Google es una de las empresas que lo sigue usando.

## Características
- Los OKR deben tener resultados medibles, es decir, que se puedan cuantificar por porcentajes, números, binarios, etc.

- Deben ser ambiciosos, para que la persona que los tenga asignados tenga que dar lo mejor de si para lograrlo.

- Deben ser establecidos con el consentimiento de la persona que quedará con el OKR, es decir, no deben ser impuestos, sino acordados o propuestos.

- Miden crecimiento, estos sirven para medir y no deben ser usados para juzgar a una persona en caso de que los OKR no lleguen al porcentaje aceptable.

- Son el resultado de una acción o tarea.

- Se utilizan para que la persona que los aplique, pueda tener un mejor análisis de lo que está haciendo.

- Los OKR deben ser simples, y se recomienda[5] aplicar máximo 5 cada periodo (mensual, trimestral, anual).

- Los OKR deben ser públicos si se están usando en una organización, esto sirve para que el resto de personas allegadas, puedan ver el crecimiento de dicha persona

- Se deben actualizar constantemente, para no perderlos de vista y llevarle un seguimiento rígido.

## Uso
Para aplicar los OKR se debe definir en qué entorno de la vida se va a aplicar: laboral, personal, profesional, espiritual, deportivo, etc. Luego se debe definir hacia dónde se quiere llegar, y se crean los OKR que ayudarán a cumplir los objetivos para lograr la meta elegida.
Para establecer OKR, se puede utilizar lápiz y papel, escribiéndolos y revisándolos periódicamente; también existen varias herramientas web donde se puede llevar a cabo la gestión de OKRs entre ellas 7geese, y Node.